# Ksar Assaka
Pour l’article homonyme, voir Assaka.
Ksar Assaka (en arabe : قصر أساكا) est un village fortifié dans la province de Midelt, région de Draa-Tafilalet au Maroc .